# توروو، استان وودز
توروو، استان وودز (به لاتین: Turów, Łódź Voivodeship) یک منطقهٔ مسکونی در لهستان است که در Gmina Wieluń واقع شده‌است.